# Chinazi

Bandera chinazi utilizada por los manifestantes en las protestas en Hong Kong de 2019-2020, en donde se mezcla la esvástica nazi con la bandera de la República Popular China.

Chinazi es un término descriptivo, utilizado como símbolo de protesta por algunos sectores del movimiento democrático chino y de Taiwán, para designar a las autoridades del gobierno chino, al Partido Comunista de China e incluso al régimen político de la República Popular China como crítica por las violaciones de los derechos humanos en China continental como campos de concentración y exterminio cultural y demográfico de minorías.

## Descripción general
Utilizado con frecuencia por los disidentes en China Continental, especialmente el Movimiento Democrático de China, los independentistas taiwaneses y los opositores a la aplicación de la Ley de Seguridad Nacional de Hong Kong y a los Campos de internamiento de Sinkiang que son considerados como políticas de atropello a las libertades y derechos de la población china.

## Historia
Según un documento de 2010 del académico australiano James Leibold, Chinazi es originario de la anglosfera, existiendo desde 2005 a más tardar, y fue utilizado originalmente por los usuarios de un foro de discusión dedicado a la cultura asiática, en una sección donde criticaban el nacionalismo chino presente en las políticas del PCCh.
En 2012 con la subida al poder del Secretario general del Comité Central del Partido Comunista de China, Xi Jinping, a la presidencia de China, las comparaciones entre la Alemania nazi y la República Popular China se incrementaron en redes sociales asiáticas por el perfil del secretario del PCCh. La Academia de Ciencias Sociales de Vietnam publicó que "en 2014 dentro de las comunidades de productos y en línea, dos nuevas palabras se volvieron ampliamente utilizada: chinazi y chinazismo, que se refieren a la práctica del nuevo estilo nazi de China".

## Activismo

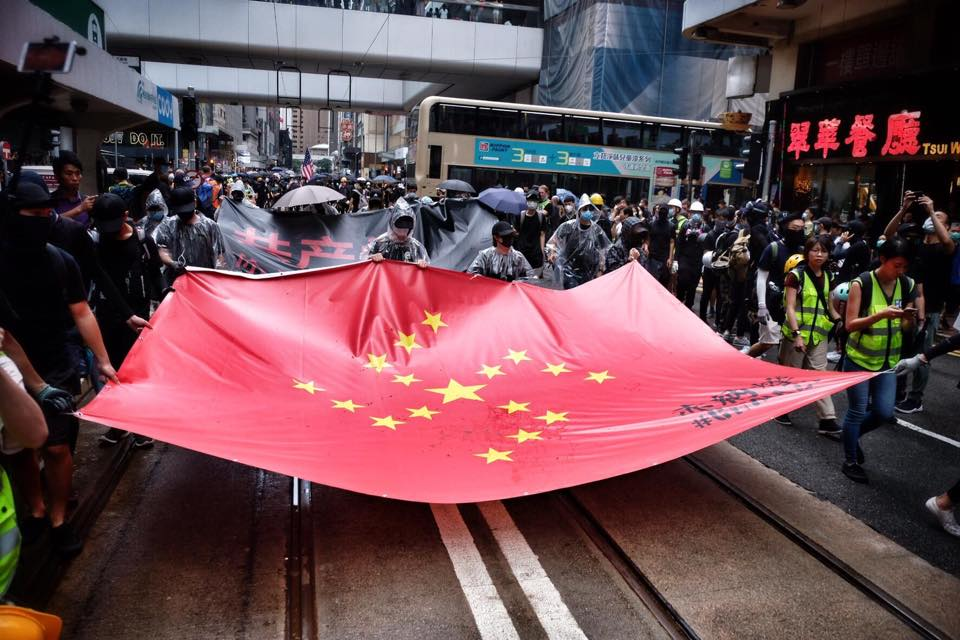
Protestas en Hong Kong de 2019-2020 con la bandera chinazi.

En 2018, el escritor exiliado de origen chino Yu Jie publicó su libro China nazi, que describe el surgimiento de una similitud cada vez más palpable de las políticas del PPCh aplicadas desde los años 2010  en China con las aplicadas por el nacionalsocialismo en la Alemania de los años 1930. El término chinazi pasó de ser solo una jerga de foreros conspiranoicos que hablaban sobre el colapso del orden mundial post-Segunda Guerra Mundial por el surgimiento de China como superpotencia a ser un símbolo de protesta para los activistas prodemocráticos contra la represión de los derechos humanos por parte del gobierno chino. Ese mismo año, las autoridades de toda China retiraron por la fuerza iglesias y cruces, lo que obligó a algunos creyentes cristianos a abandonar su fe. Algunos sacerdotes lo criticaron como una reproducción de la tragedia de la persecución hacia los católicos por parte de los nazis en 1934.
En 2019, durante las protestas en Hong Kong de 2019-2020 contra la Ley de Seguridad Nacional, manifestantes describieron al Partido Comunista de China como los nazis chinos, este incidente también recibió más atención internacional. Otros manifestantes hongkoneses afirmaron que la Revolución Cultural en los años 1960 y la represión a las Protestas de la plaza de Tiananmén de 1989 estaban asociados con la doctrina de Adolf Hitler.